# Carville-la-Folletière
Carville-la-Folletière település Franciaországban, Seine-Maritime megyében. Lakosainak száma 419 fő (2022. január 1.). Carville-la-Folletière Blacqueville és Saint-Martin-de-l'If községekkel határos.

## Népesség
A település népességének változása:
| Lakosok száma | 427  | 446  | 443  | 425  | 415  | 417  | 424  | 418  | 419  |
|               | 2013 | 2015 | 2016 | 2017 | 2018 | 2019 | 2020 | 2021 | 2022 |